# Pronesopupa senex
Pronesopupa senex är en snäckart som först beskrevs av Tom Iredale 1913.  Pronesopupa senex ingår i släktet Pronesopupa och familjen puppsnäckor. Inga underarter finns listade i Catalogue of Life.